# Statens fastighetsverk
Statens fastighetsverk (SFV) är en svensk statlig förvaltningsmyndighet, som sorterar under Finansdepartementet, och ansvarar för att förvalta en viss del av statens fasta egendom.

## Verksamhet
SFV förvaltar fler än 2 300 fastigheter, bebyggda med cirka 4 000 byggnader, däribland ett stort antal slott, borgar, museer, teatrar, historiska försvarsanläggningar, kungsgårdar, kronoholmar, departementsbyggnader, ambassader, länsresidens och parker för svenska statens räkning. Stora markarealer, såväl skog som jordbruksmark, förvaltas av verket. Markinnehavet uppgår till 6,5 miljoner hektar, vilket är en sjundedel av Sveriges yta. En stor del av denna mark utgörs av fjällnära skog, en skogstyp som anses vara särskilt skyddsvärd. 
Några kända svenskars före detta hem ingår i SFV:s bestånd, till exempel Linnés Hammarby, liksom ett antal ruiner och monument och fornlämningar av kulturhistorisk betydelse. I Sverige finns för närvarande 15 världsarv utsedda av Unesco. SFV förvaltar fastigheter på åtta av dessa platser.
SFV ger ut tidskriften Kulturvärden, som innehåller artiklar om byggnader och miljöer som utgör det gemensamma svenska kulturarvet och förvaltas av verket. I tidningen berättas om byggnadshistoria, renoveringar och ny arkitektur såväl som historiska och samtida personer bakom kända kulturbyggnader.

## Historik

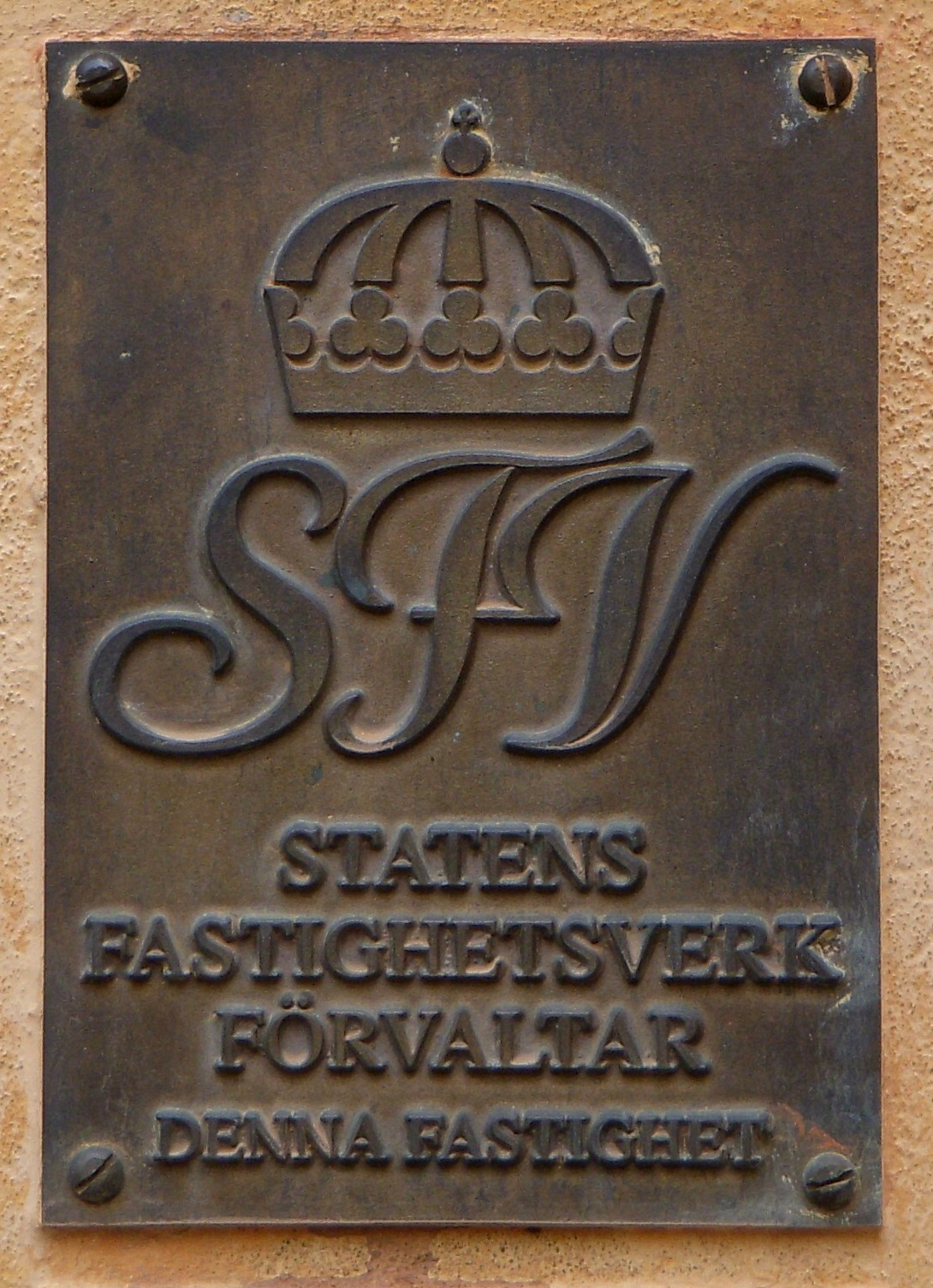
SFV:s plakett på en byggnad.

SFV bildades 1993, efter att statliga Byggnadsstyrelsen delats upp i flera mindre enheter, bland annat Akademiska hus, Vasakronan och SFV. Verket övertog då ansvaret för det statliga fastighetsbestånd som ansågs särskilt kulturhistoriskt värdefullt, eller som av andra anledningar ansågs behöva särskilt varsam förvaltning.
Verkets historiska rötter är svåröverblickbara. Stats- och kungamakten i Sverige har innehaft jord och egendom sedan äldsta tid, exempelvis genom Uppsala öd - ett system som efterträddes av kungsgårdarna. Under 1500-talet ökade kungamaktens fastighetsinnehav kraftigt, bland annat genom nybyggnad av borgar, men främst som en följd av reformationen och Gustav Vasas politik för att stärka centralmakten genom indragning av kyrkans fastigheter till staten. 
Ännu idag innehar verket till exempel Vadstena kloster och resterna av klostret i Roma. Även spår av reduktionen på 1600-talet kan skönjas i att SFV innehar Biskops-Arnö, som är Sveriges sista statsägda reduktionsgods. Verket innehar även byggnader som är äldre än 1500-talet, exempelvis Nyköpingshus och Roggeborgen.

## Generaldirektörer
- 1993–2002: Christer Wadelius
- 2003–2010: Bo Jonsson
- 2010–2013: Thomas Norell
- 2014–2017: Björn Anderson
- 2017: Marja-Lena Pilvesmaa (vikarie)
- 2017–2018: Birgitta Böhlin (vikarie)
- 2018–2024:  Ingrid Eiken Holmgren
- 2024– Max Elger